# Vimana (Nova)
Vimana è il secondo album del gruppo fusion italobritannico Nova.

## Tracce
1. Vimana – 7:21
2. Night Games – 9:36
3. Poesia (To a Brother Gone) – 5:06
4. Thru the Silence – 5:46
5. Driftwood – 9:59
6. Princess and the Frog – 7:45

## Formazione

### Ufficiale
- Corrado Rustici (voce, chitarra)
- Renato Rosset (tastiere)
- Elio D'Anna (sax, flauto)
- Percy Jones (basso)
- Narada Michael Walden (batteria)

### Ospiti
- Phil Collins (percussioni)